# 蔡瑞欽
蔡瑞欽（1918年12月2日—1951年5月21日），嘉義廳朴子街人，中國共產黨員，1946年入廈門大學英文系，為台灣戰後第一批到中國大陸的公費留學生，1947年由何川吸收加入共產黨，受陳炳基領導，於1948年加入新民主同志會，填補李登輝之遺缺，吸收同為公費留學生之謝傳祖與鄭溪北等人加入共產黨，並擔任台南地區工委會朴子小組長，後遭逮捕，於1951年5月21日槍決於台北馬場町。
2013年列名北京西山無名英雄廣場，紀念在台灣被處決的「隱避戰線烈士」。

## 生平
蔡瑞欽，嘉義朴子人，為台灣第一批公費留學生，1946年29歲考入廈門大學英文系，已經是同年齡學生中最年長者，因國共內戰選擇返台擔任台灣省教育會研究組組長，二二八事件爆發後對國民政府失望，並於1947年6月經由何川介紹加入中國共產黨，由陳炳基領導，並於李登輝退出新民主同志會後遞補，出任中央委員，其後介紹同為公費生的謝傳祖、鄭溪北等加入共產黨，後前往故鄉朴子發展，擔任中國共產黨台灣省工作委員會台南地區工委會朴子小組長，領導楊舞井、王柏棟、林榮村、黃錦文、李凱南、羅天賀等擴展組織，李凱南在後堀建立武裝基地即後崛基地，1950年蔡孝乾變節後，台灣共黨組織陸續遭破獲，台南工委會支部成員遭到搜捕，經軍法局1951年5月10日判決確定，於1951年5月21日與同案謝傳祖、楊舞井、王柏棟、林榮村、黃錦文、李凱南、羅天賀槍決於台北馬場町。

## 平反
2018年12月7日，促進轉型正義委員會促轉三字第1075300145A號函文，公告受難者黃藻儒君等1505人應予平復司法不法之刑事有罪判決暨其刑，其中(38)安潔字第 406 號，有關蔡瑞欽共同意圖以非法之方法變更國憲顛覆政府而著手實行之有罪判決暨其刑及沒收之宣告正式撤銷。

## 紀念
2013年10月，北京西山國家森林公園的無名英雄廣場上立有無名英雄紀念碑，為紀念來台灣在1950年代被處決「隱避戰線烈士」而設立，蔡瑞欽銘刻於紀念碑上，為中共國家安全部追認之中華人民共和國烈士。